# Panoramio

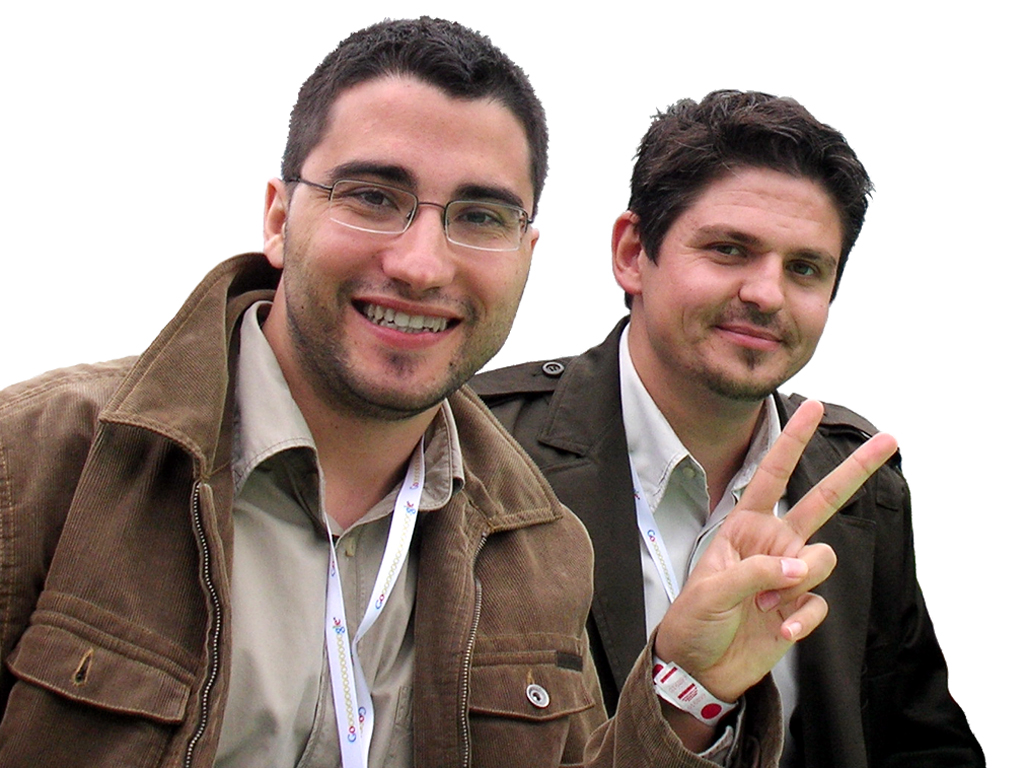
Joaquín Cuenca i Eduardo Manchón

Panoramio era una pàgina web creada el 2005 per Eduardo Manchon i Joaquin Cuenca dedicada a mostrar fotografies de tot el món, fetes desinteressadament per milers d'usuaris aficionats. El juliol de 2007 Google va comprar Panoramio i es convertí en la comunitat fotogràfica de referència per a l'empresa. Així les fotos utilitzades a Google Maps, Google Earth, etc. provenen de Panoramio, si prèviament han estat geoposicionades pels mateixos autors i admeses per l'equip d'administradors.
El Juliol del 2010 es va crear el Fòrum Català de Panoramio, a on s'agrupa la comunitat catalana de la pàgina web. Anualment es duu a terme una trobada d'aquesta comunitat, amb la finalitat de conèixer millor i donar a conèixer a través de Panoramio, un lloc de la geografia catalana.
Les trobades han estat: 
- 2009, Girona
- 2010, Reus
- 2011. Sitges
- 2012. Vic
- 2013. Lleida
- 2013. trobada espacial a Igualada, amb motiu del European Ballon Festival
- 2014. Tarragona

El 2016 Google va tancar Panoramio i va transferir les imatges a Google Fotos.